# Малкин, Борис Фёдорович
Бори́с Фёдорович (Бе́рко Ха́ймович) Ма́лкин (1891, Пенза — 3 сентября 1938, Коммунарка, Московская область) — участник революционного движения в России, один из руководителей партии левых эсеров, государственный деятель, член Президиума ВЦИК II и VI созывов, издатель, организатор кинопроизводства, председатель правления АО «Межрабпом-Русь» (1926—1930), редактор.

## Биография
Родился в 1891 году в Пензе в семье купца первой гильдии Хаима-Мовше Залмановича Малкина. Учился во 2-й Пензенской гимназии. С 1912 года — студент юридического факультета Петербургского психоневрологического института.
Участвовал в революционном движении, учеником 7-го класса был арестован и выслан за пределы Пензенской губернии в Старобельск. С 1908 года член Партии социалистов-революционеров, один из руководителей её левого крыла. До революции редактировал газету «Чернозём» (в 1915—1917 годах — ежедневная газета Пензенского губернского земства, с февраля 1917 года — газета левых эсеров). Поддерживал дружеские отношения с поэтом-имажинистом Анатолием Мариенгофом, публиковал его стихи.
Был в числе инициаторов образования партии левых эсеров в ноябре 1917 года, выступал с докладом о текущем моменте на её учредительном съезде, был избран членом ЦК и Секретариата. Член Президиума ВЦИК II (по другим сведениям кандидат в члены Президиума) и VI созывов.
После Октябрьской революции руководил Петроградским телеграфным агентством, был секретарём «Известий» ЦИК от левых эсеров. В 1918—1921 годах — заведующий Центральным агентством ВЦИК по снабжению и распределению произведений печати (Центропечать) и Центральной коллегией агитпунктов ВЦИК. Был сторонником заключения Брестского мира. На проходившем в Большом театре летом 1918 года V Всероссийском съезде Советов 6 июля был арестован вместе со всей левоэсеровской фракцией. В том же году перешёл в РКП(б). При его участии осуществлены первые записи речей В. И. Ленина и других видных советских и партийных деятелей на граммофон с последующим выпуском граммофонных пластинок. Являлся членом редакционной коллегии журнала «Вестник жизни» (1918—1919), газеты «Советская страна» (1919).
Оказывал содействие Сергею Есенину и имажинистам в издании и распространении книг, в ряде случаев выручал Есенина, попадавшего в милицию за различные нарушения. По воспоминаниям поэта Вадима Шершеневича — «человек широких взглядов и отметавший личный вкус».

На Центропечати зиждилось всё благополучие нашего издательства. Борис Фёдорович был главным покупателем, оптовым (...). Сидим как-то у него в кабинете. Есенин в руках мнёт заказ: требовалась на заказе подпись заведующего. А тогда уже были мы Малкину со своими книгами что колики под ребро. Одного слова «имажинист» пугались, а не только что наших книг. Глядит Малкин на нас нежными и грустными своими глазами (у Бориса Фёдоровича я не видел других глаз) и, увлекаясь, что-то рассказывает про свои центропечатские дела (...). Глядишь — и подписан заказ на новое полугодие. — Анатолий Мариенгоф
Был в дружеских отношениях с Владимиром Маяковским, с которым впервые встретился в Смольном на одном из первых собраний деятелей культуры, созванном после Октябрьской революции ВЦИКом. Выступал за постановку «Мистерии-буфф» в Театре РСФСР к X съезду РКП(б), договорившись о прослушивании В. И. Лениным пьесы в чтении автора. Однако это намерение ему осуществить не удалось. Был знаком (по некоторым сведениям ухаживал) с Лилей Брик.
В середине 1921 года был переведён в Екатеринбург. В 1921—1922 годах — заведующий Екатеринбургским Губполитпросветом, был одним из инициаторов создания Уральской литературной ассоциации (УЛИТА), выпускавшей альманах поэзии «Улита». Избирался кандидатом в члены Екатеринбургского Губкома. В 1923 году — член правления Первого акционерного транспортного общества «Транспорт», заведующий издательством «Молодая гвардия».
С ноября 1926 года — член правления, с декабря 1926 по 1930 год — председатель правления кинематографического акционерного общества «Межрабпом-Русь». В марте 1927 года на редакционном лефовском собрании, посвященном критическим выступлениям В. П. Полонского, выступил с поддержкой творческого объединения ЛЕФ.
Член правления Общества друзей советской кинематографии (ОДСК) (1927), объединения «Международная рабочая помощь» (1929), издательств Коммунистической академии (1926), «Огонёк» (1926), «Теакинопечать» (1928), «Советская энциклопедия», «Никитинские субботники». Входил в состав президиума Художественно-политического совета Театра им. Вс. Мейерхольда (1928). Член Кинокомитета при СНК СССР (1929—1930).
В 1930—1938 годах — председатель правления, управляющий издательством «Изогиз» (с 1938 года — «Изобразительное искусство»). Член редколлегии журналов «Бригада художников» (1931), «На стройке МТС и совхозов». Член выставочного комитета Первой всесоюзной выставки фотоискусства (1937). Выступал с докладами на торжественных заседаниях и вечерах, посвященных творчеству и памяти Владимира Маяковского.
18 октября 1937 года в газете «Правда» была опубликована статья «Предвыборные плакаты и изогизовские очковтиратели», в которой Б. Ф. Малкина обвинили в политической несостоятельности и очковтирательстве за неудовлетворительную подготовку «Изогизом» выпуска плакатов к выборам в Верховный Совет СССР. Резкая критика в его адрес прозвучала и в статьях газеты «Советское искусство».
Арестован 16 марта 1938 года, осуждён Военной коллегией Верховного суда СССР по обвинению в преступных связях с царской охранкой, провокаторстве и участии в контрреволюционной организации. Приговорён к расстрелу 3 сентября 1938 года. Приговор был приведён в исполнение в тот же день. Реабилитирован 17 марта 1956 года определением Военной коллегии Верховного суда СССР.